# Malevolent Assault of Tomorrow
Malevolent Assault of Tomorrow – tytuł płyty niemieckiego thrashmetalowego zespołu Violent Force z 1987.
Muzyka na albumie, jedynym oficjalnym wydawnictwie grupy Violent Force, jest dynamiczna, pełna zmian tempa, oparta na intensywnej pracy sekcji rytmicznej, mocnych riffach i trudnych technicznie solówkach gitar, a także agresywnym wokalu przypominającym głos Mille Petrozzy z zespołu Kreator. Aranżacje są proste, co wzmacnia siłę i drapieżność muzyki. 
W materiale zawartym na płycie słychać wpływ głównie niemieckiego thrash metalu, przede wszystkim zespołu Kreator (z płyty Pleasure to Kill), a także Destruction (Eternal Devastation) czy Assassin (The Upcoming Terror). Na kompozycje i brzmienie zespołu wpłynęły również dokonania formacji amerykańskich, takich jak Exodus (Bonded by Blood) czy Slayer (Hell Awaits, Reign in Blood). W otwierającym płytę utworze Dead City słychać echa muzyki punkrockowej. 
Płyta nie odniosła sukcesu komercyjnego, co stało się w kolejnych latach przyczyną rozpadu zespołu.
Oprócz pierwszego wydania Roadrunner Records z 1987, istnieje również wydanie polskiej wytwórni Metal Mind Productions z 2007.

## Skład zespołu[2]
- Lemmie (Frank Fellinger) – gitara, wokal
- Stachel – gitara
- Waldi – gitara basowa
- Hille – perkusja

- Atomic Steif – perkusja (utwory 1, 6, 9)

## Utwory
1. Dead City – 04:50
2. Soulbursting – 03:51
3. Vengeance and Venom – 01:49
4. M.A.O.T. (Malevolent Assault of Tomorrow) – 03:04
5. What About the Time After – 04:58 (instrumentalny)
6. Sign of Evil – 04:07
7. Violent Force – 03:04
8. The Night – 02:24
9. Destructed Life – 04:41
10. S.D.I. (Suicide, Death, Inquisition) – 04:52